# 烏利亞尼夫卡 (利波韋茨區)
49°16′6″N 29°5′24″E / 49.26833°N 29.09000°E
烏利亞尼夫卡（烏克蘭語：Улянівка），是烏克蘭的村落，位於該國西南部文尼察州，由文尼察區負責管轄，始建於1754年，面積0.61平方公里，海拔高度223米，2001年人口107。